# Jozef Wagner
Jozef Wagner (* 30. srpna 1940) byl český politik slovenské národnosti, po sametové revoluci československý poslanec Sněmovny lidu Federálního shromáždění za Občanské fórum, V 90. letech poslanec Poslanecké sněmovny za ČSSD, v roce 1996 vyloučen z ČSSD pro podporu menšinové vlády Václava Klause, později předák mimoparlamentní středové strany Občanská koalice – Politický klub.

## Biografie
Ve volbách roku 1990 zasedl do Sněmovny lidu (volební obvod Praha) za OF. Po rozkladu Občanského fóra v roce 1991 přešel do poslanecké frakce Klubu poslanců sociálně demokratické orientace. Ve Federálním shromáždění setrval do voleb roku 1992.
Ve volbách roku 1992 byl za ČSSD zvolen do České národní rady. Česká národní rada se pak od ledna 1993 transformovala v Poslaneckou sněmovnu coby nejvyšší zákonodárný orgán samostatné České republiky. Ve volbách v roce 1996 byl opětovně zvolen do Poslanecké sněmovny Parlamentu České republiky za ČSSD a poslanecký mandát zastával až do voleb roku 1998.
V červnu 1995 byl aktérem kauzy takzvané podsedické facky, kdy fyzicky napadl dalšího významného sociálně demokratického politika - Václava Grulicha. Ten   předtím Jozef Wagnera údajně urazil antisemitskou nadávkou. Už tehdy čelil Jozef Wagner tlaku od vedení strany na svou rezignaci. Reagoval ale s tím, že „jsou chvíle, kdy se člověk nemůže chovat jako prognostik. Musí se zachovat jako chlap.“ V roce 1996 se začal v rámci ČSSD vydělovat jako představitel proudu kritického vůči politice, kterou zastával předseda strany Miloš Zeman. Při projednávání návrhu státního rozpočtu na rok 1997 Wagner spolu s dalšími poslanci hlasoval pro rozpočet a podpořil tak menšinovou vládu Václava Klause. Poté, co rozpočet podpořil i v následujícím čtení, byl vyloučen z ČSSD (spolu s ním i poslanec Tomáš Teplík). V následujících měsících byl Wagner významným politickým aktérem, protože jeho podpora umožňovala vládě Václava Klause pokračovat a početně získat většinu ve sněmovně.
Po pádu vlády Václava Klause a stanovení předčasných parlamentních voleb na rok 1998 se Wagner dále politicky aktivizoval. 13. ledna 1998 ohlásil vznik nové strany Občanská koalice – Politický klub. Ustavující sněm nové strany se konal v březnu 1998. Mělo jít o středovou formaci. Strana ovšem ve volbách roku 1998 získala jen 0,25 % hlasů a nedosáhla na parlamentní zastoupení.
V senátních volbách roku 2002 neúspěšně za Občanskou koalici kandidoval do horní komory českého parlamentu v obvodu č. 21 – Praha 5.
V roce 2004 kandidoval do reprezentace Židovské obce v Praze na období 2004–2008.